# Tyrgils Nilsson Bagge

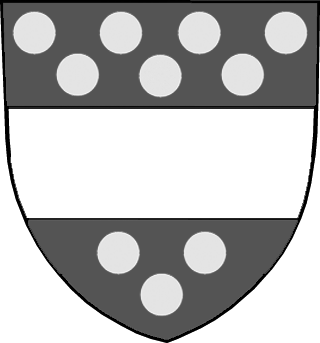
Vapen för Bagge av Botorp

Truls Nilsson Bagge till Botorp, även kallad Truls Djäkn, var häradshövding i Möre 1391. Han var gift med Ingrid Halstensdotter Båt till Äpplaholm och de fick sonen Nils Tyrgilsson Bagge, även kallad Nisse Bagge.
Tyrgils Nilsson Bagge kan vara identisk med Tyrgils Nilsson i Horn.